# (31073) 1996 VV29
(31073) 1996 VV29 est un astéroïde de la ceinture principale d'astéroïdes découvert en 1996.

## Description
(31073) 1996 VV29 a été découvert le 7 novembre 1996 à Kushiro (Japon) par Seiji Ueda et Hiroshi Kaneda.

### Caractéristiques orbitales
L'orbite de cet astéroïde est caractérisée par un demi-grand axe de 3,1 ua, un périhélie de 2,63 ua, une excentricité de 0,12 et une inclinaison de 9,65° par rapport à l'écliptique. Du fait de ces caractéristiques, à savoir un demi-grand axe compris entre 2 et 3,2 ua et un périhélie supérieur à 1,666 ua, il est classé, selon la JPL Small-Body Database, comme objet de la ceinture principale d'astéroïdes.

### Caractéristiques physiques
(31073) 1996 VV29 a une magnitude absolue (H) de 13,9 et un albédo estimé à 0,126.